# Liste der Naturdenkmale in Scheer
| Naturdenkmale | Anzahl |
| ------------- | ------ |
| FND           | 2      |
| END           | 4      |
| Gesamt        | 6      |

Die Liste der Naturdenkmale in Scheer nennt die verordneten Naturdenkmale (ND) der im baden-württembergischen Landkreis Sigmaringen liegenden Stadt Scheer. In Scheer gibt es insgesamt sechs als Naturdenkmal geschützte Objekte, davon zwei flächenhafte Naturdenkmale (FND) und vier Einzelgebilde-Naturdenkmale (END).
Stand: 1. November 2016.

## Flächenhafte Naturdenkmale (FND)
| Name                                       | Bild | Kennung     | Einzelheiten | Position | Fläche Hektar | Datum         |
| ------------------------------------------ | ---- | ----------- | ------------ | -------- | ------------- | ------------- |
| Felsen und Höhlen an der Ruine Bartenstein |      | 84371010000 | Scheer       | ⊙        | 0,1           | 13. Jan. 1939 |
| Lindenallee                                | BW   | 84371010001 | Scheer       | ⊙        | 0,6           | 13. Jan. 1939 |
| Legende für Naturdenkmal                   |      |             |              |          |               |               |

## Einzelgebilde (END)
| Name                          | Bild | Kennung     | Einzelheiten | Position | Fläche Hektar | Datum         |
| ----------------------------- | ---- | ----------- | ------------ | -------- | ------------- | ------------- |
| Erratischer Block im Schochen | BW   | 84371010004 | Scheer       | ⊙        | 0,0           | 18. Apr. 1931 |
| Linde am Binger Weg           | BW   | 84371010002 | Scheer       | ⊙        | 0,0           | 25. Sep. 1940 |
| Sommerlinde in Heudorf        | BW   | 84371010003 | Scheer       | ⊙        | 0,0           | 18. Mai 1971  |
| Sommerlinde in Heudorf        | BW   | 84371010011 | Scheer       | ⊙        | 0,0           | 18. Mai 1971  |
| Legende für Naturdenkmal      |      |             |              |          |               |               |